# Óscar Barrena
Óscar Barrena González (Kirchheim unter Teck, Baden-Württemberg, 22 de octubre de 1966) es un exjugador español de hockey sobre hierba. Su logro más importante fue obtener una medalla de plata en Atlanta 1996, siendo esta su única participación en unos Juegos Olímpicos.
Nació casualmente en Alemania, aunque al poco tiempo se trasladó junto a sus padres a la ciudad española de Santander (Cantabria), donde vivió y creció desde su niñez.